# Jealousy (álbum)
Jealousy, es el tercer álbum del grupo X Japan y su álbum más exitoso hasta el momento, vendiendo más de un millón y medio de copias en todo el mundo. Lanzado el 1 de julio de 1991, Jealousy sería el último álbum en que aparecería Taiji.
Inicialmente previsto para lanzarse como doble disco e incluir Art of Life, Sony rechazó la propuesta y el álbum se quedó, además, sin "Standing Sex", que estaba prevista para aparecer en el mismo. La gente considera este disco como el "disco del grupo", porque tiene canciones compuestas por todos los miembros. 
El 14 de febrero de 2007, este álbum fue lanzado en una edición limitada que incluía las canciones originales remasterizadas más un disco con versiones instrumentales de las mismas.

## Canciones
1. Es dur no piano sen (1:53)
2. Silent Jealousy (7:18)
3. Miscast (5:13)
4. Desperate Angel (5:53)
5. White Wind From Mr.Martin~Pata's Nap~ (1:02)
6. Voiceless Screaming (6:16)
7. Stab me in the back (3.52)
8. Love Replica (4:35)
9. Joker (5:33)
10. Say Anything (8:42)

## Miembros
- Voz: Toshi
- Guitarra: hide
- Guitarra: Pata
- Bajo: Taiji
- Batería, piano: Yoshiki

- Datos: Q585102